# Добрава (община Ормож)
Вижте пояснителната страница за други значения на Добрава.
Добрава (на словенски: Dobrava) е село в Словения, Подравски регион, община Ормож. Според Националната статистическа служба на Република Словения през 2015 г. селото има 137 жители.